# Essi Pöysti
Essi Pöysti, född 8 maj 1987, är en finländsk studerande som valdes den 1 mars 2009 till Miss Finland på Grand Casino i Helsingfors.
Pöysti studerade i Jyväskylä. Hon är dotter till överste Timo Pöysti som är chef för grundutbildningsenheten vid Försvarshögskolan. Farmodern Toini Pöysti vann OS-brons i längdåkning (3 x 5 km stafett) både 1960 och 1964.
Pöysti kandiderade för Samlingspartiet i riksdagsvalet 2011 i Mellersta Finlands valkrets.